# Pseudo-Leon Diogenes
(Pseudo-)Leon Diogenes (altgriechisch Λέων Διογένης, russisch Леон Дивгеньевич Leon Diogenewitsch; † 15. August 1116) war ein byzantinischer Usurpator, der an der unteren Donau mit Unterstützung der Kiewer Rus als Thronprätendent gegen Kaiser Alexios I. auftrat.

## Leben
Der zweitälteste Sohn des byzantinischen Kaisers Romanos IV., Leon Diogenes, war im März 1086 in einer Schlacht gegen die Petschenegen bei Silistra gefallen. Drei Jahrzehnte später tauchte in der Kiewer Rus ein Mann auf, der von sich behauptete, ebendieser Leon Diogenes zu sein. Großfürst Wladimir Monomach erkannte den imperialen Status des angeblichen byzantinischen Prinzen an und gab ihm seine Tochter Maria (oder Marina, † 1146) zur Frau.
Im Jahr 1116 fielen die Russen unter dem Vorwand, dem vorgeblichen Leon Diogenes zum Thron verhelfen zu wollen, in das byzantinische Thema Paristrion ein. Der Prätendent verzeichnete zunächst einige Erfolge, da ihm mehrere Städte am südlichen Donauufer zufielen. Jedoch wurde er am 15. August in Silistra von zwei arabischen Boten, die Alexios I. als Attentäter angeworben hatte, in einen Hinterhalt gelockt und umgebracht. Sein Sohn Wassilko wurde  1136 ebenfalls ermordet.
Weil Anna Komnena und die übrigen byzantinischen Quellen für das fragliche Jahr keine Kriegshandlungen mit den Russen im Donauraum mitteilen, wird die Pseudo-Diogenes-Episode von 1116 teilweise als historiografisches „Duplikat“ der Ereignisse um den Pseudo-Diogenes von 1095 betrachtet. Die Nestorchronik und weitere russische Quellen (u. a. die Hypatiuschronik) berichten sub anno 1116 jedoch recht ausführlich über diesen „Leon Diogenewitsch“ bzw. „Zarewitsch Gretscheski“.
Bereits 1107 hatte ein angeblicher Sohn Romanos’ IV. den Normannenfürsten Bohemund von Tarent bei dessen Angriff auf Dyrrhachion begleitet. Die bisweilen spekulativ erwogene Identität dieses Pseudo-Diogenes mit der Figur von 1116 muss offenbleiben.